# آبراهام مانوکیان
آبراهام هاکوبی مانوکیان (ارمنی: Աբրահամ Հակոբի Մանուկյան؛ زادهٔ ۱۵ نوامبر ۱۹۵۷) یک سیاستمدار اهل ارمنستان است که از تاریخ تا تاریخ سمت نمایندگی دوره سوم مجلس ملی جمهوری ارمنستان را برعهده داشت.

## زندگی‌نامه
در ۱۵ نوامبر ۱۹۵۷ در ایروان به دنیا آمد و از دانشگاه دولتی علوم پرورشی خاچاطور آبوویان ارمنستان و دانشگاه دولتی علم اقتصاد ارمنستان فارغ‌التحصیل شد. 

## یادداشت
1. ↑  ՀՀ Ազգային ժողովի Պաշտպանության, ազգային անվտանգության եւ ներքին գործերի մշտական հանձնաժողովի նախագահի տեղակալ